# بلدة أشتابولا (مقاطعة أشتابولا)
بلدة أشتابولا هي إحدى البلدات السبع والعشرين في مقاطعة أشتابولا، أوهايو، الولايات المتحدة. اعتبارا من تعداد 2010 كان عدد السكان 20،941.

## الاسم والتاريخ
كان أول مستوطن أبيض في البلدة هو ماثيو هوبارد، الذي وصل إلى مقاطعة أشتابولا من ولاية كونيتيكت عام 1804.

## روابط خارجية
- موقع ويب Township
- موقع المقاطعة